# Чокто (округ, Алабама)
32°01′13″ пн. ш. 88°15′47″ зх. д. / 32.020277777778° пн. ш. 88.263055555556° зх. д.
Чокто (англ. Choctaw County) — округ (графство) у штаті Алабама США. Ідентифікатор округу 01023. Окружний центр та найбільший населений пункт — містечко Батлер.

## Історія
Округ утворений 1847 року.

## Демографія
За даними перепису 2000 року
загальне населення округу становило 15 922 осіб, усе населення сільське.
Серед мешканців округу чоловіків — 7 489, а жінок — 8 433. В окрузі було 6 363 господарств, 4 573 родин, які мешкали в 7 839 будинках.
Середній розмір родини становив 2,99.
Віковий розподіл населення поданий у таблиці:
| Стать    | До 15 років | 15-21 | 22-29 | 30-39 | 40-49 | 50-65 | 65-85 | Понад 85 |
| -------- | ----------- | ----- | ----- | ----- | ----- | ----- | ----- | -------- |
| Чоловіки | 1687        | 739   | 674   | 956   | 1080  | 1427  | 815   | 111      |
| Жінки    | 1693        | 786   | 788   | 1100  | 1177  | 1483  | 1193  | 213      |

За даними перепису населення 2010 року населення округу становило 13 859 осіб. Населення за 10 років зменшилося на 13%.

## Суміжні округи
- Самтер — північ
- Маренго — північний схід
- Кларк — південний схід
- Вашингтон — південь
- Вейн, Міссісіпі — південний захід
- Кларк, Міссісіпі — захід
- Лодердейл, Міссісіпі — північний захід

## Виноски
1. ↑  U.S. Decennial Census. United States Census Bureau. Архів оригіналу за 26 квітня 2015. Процитовано 22 серпня 2015.
2. ↑  Historical Census Browser. University of Virginia Library. Архів оригіналу за 11 серпня 2012. Процитовано 22 серпня 2015.
3. ↑  Forstall, Richard L., ред. (24 березня 1995). Population of Counties by Decennial Census: 1900 to 1990. United States Census Bureau. Процитовано 22 серпня 2015.
4. ↑  Census 2000 PHC-T-4. Ranking Tables for Counties: 1990 and 2000 (PDF). United States Census Bureau. 2 квітня 2001. Процитовано 22 серпня 2015.
5. ↑  State & County QuickFacts. United States Census Bureau. Архів оригіналу за 17 травня 2014. Процитовано 15 травня 2014. [Архівовано 2014-05-17 у Wayback Machine.](англ.) Наведено за англійською вікіпедією.
6. ↑  American FactFinder. Бюро перепису населення США. Архів оригіналу за 26 лютого 2012. Процитовано 31 січня 2008. [Архівовано 2008-05-21 у Wayback Machine.]
7. ↑  Чокто на сайті «Open-Public-Records»(англ.)

| США | Це незавершена стаття з географії США. Ви можете допомогти проєкту, виправивши або дописавши її. |